# Primeira Liga (2006/2007)
Primeira Liga (2006/2007) – 69. edycja najwyższej klasy rozgrywkowej piłki nożnej w Portugalii. W lidze występowało 16 zespołów. Mistrzem po raz 22. zostało FC Porto.

## Uczestnicy
| Uczestnicy poprzedniej edycji                                                                                 | Uczestnicy poprzedniej edycji | Uczestnicy poprzedniej edycji | Uczestnicy poprzedniej edycji |
| --- | ----------------------------- | ----------------------------- | ----------------------------- |
| POR | FC Porto                      | 1                             |                               |
| SCP | Sporting CP                   | 2                             |                               |
| BEN | SL Benfica                    | 3                             |                               |
| BRA | SC Braga                      | 4                             |                               |
| NAC | CD Nacional                   | 5                             |                               |
| BOA | Boavista FC                   | 6                             |                               |
| ULE | União Leiria                  | 7                             |                               |
| VSE | Vitória Setúbal               | 8                             |                               |
| EST | Estrela Amadora               | 9                             |                               |
| MAR | CS Marítimo                   | 10                            |                               |
| PAÇ | FC Paços de Ferreira          | 11                            |                               |
| ACA | Académica Coimbra             | 13                            |                               |
| NAV | Naval 1º Maio                 | 14                            |                               |
| BEL | CF Os Belenenses              | 151                           |                               |
| Awans z Ligi de Honra                                                                                         |                               |                               |                               |
| BEM | Beira-Mar                     | 1                             |                               |
| AVE | CD Aves                       | 2                             |                               |
| Oznaczenia: - kolumna pierwsza – skróty nazw drużyn, - kolumna trzecia – miejsce zajęte w poprzednim sezonie. |                               |                               |                               |

Objaśnienia:
1. CF Os Belenenses utrzymał się w lidze ze względu na karne zdegradowanie Gil Vicente FC w związku z aferą Caso Mateus[1].

## Tabela
| Lp. | Drużyna              | M  | Z  | R  | P  | Bramki | Bramki | Różn. | Pkt | Uwagi                                         | Bezpośrednio |
| --- | -------------------- | -- | -- | -- | -- | ------ | ------ | ----- | --- | --------------------------------------------- | ------------ |
| 1   | FC Porto (M)         | 30 | 22 | 3  | 5  | 65     | 20     | +45   | 69  | Liga Mistrzów UEFA • Faza grupowa             |              |
| 2   | Sporting CP (P)      | 30 | 20 | 8  | 2  | 54     | 15     | +39   | 68  | Liga Mistrzów UEFA • Faza grupowa             |              |
| 3   | SL Benfica           | 30 | 20 | 7  | 3  | 55     | 20     | +35   | 67  | Liga Mistrzów UEFA • III runda kwalifikacyjna |              |
| 4   | SC Braga             | 30 | 14 | 8  | 8  | 35     | 30     | +5    | 50  | Puchar UEFA • I runda                         |              |
| 5   | CF Os Belenenses     | 30 | 15 | 4  | 11 | 36     | 29     | +7    | 49  | Puchar UEFA • I runda                         |              |
| 6   | FC Paços de Ferreira | 30 | 10 | 12 | 8  | 31     | 36     | −5    | 42  | Puchar UEFA • I runda                         |              |
| 7   | União Leiria         | 30 | 10 | 11 | 9  | 25     | 27     | −2    | 41  | Puchar Intertoto • III runda                  |              |
| 8   | CD Nacional          | 30 | 11 | 6  | 13 | 41     | 38     | +3    | 39  |                                               |              |
| 9   | Estrela Amadora      | 30 | 9  | 8  | 13 | 23     | 36     | −13   | 35  |                                               |              |
| 10  | Boavista FC          | 30 | 8  | 11 | 11 | 32     | 34     | −2    | 35  |                                               |              |
| 11  | CS Marítimo          | 30 | 8  | 8  | 14 | 30     | 44     | −14   | 32  |                                               |              |
| 12  | Naval 1º Maio        | 30 | 7  | 11 | 12 | 28     | 37     | −9    | 32  |                                               |              |
| 13  | Académica Coimbra    | 30 | 6  | 8  | 16 | 28     | 46     | −18   | 26  |                                               |              |
| 14  | Vitória Setúbal      | 30 | 5  | 9  | 16 | 21     | 45     | −24   | 24  |                                               |              |
| 15  | Beira-Mar (S)        | 30 | 4  | 11 | 15 | 28     | 55     | −27   | 23  | Spadek do Ligi de Honra                       |              |
| 16  | CD Aves (S)          | 30 | 5  | 7  | 18 | 22     | 42     | −20   | 22  | Spadek do Ligi de Honra                       |              |